# Hysteropycnis confluens
Hysteropycnis confluens är en svampart som beskrevs av Hilitzer 1929. Hysteropycnis confluens ingår i släktet Hysteropycnis, divisionen sporsäcksvampar och riket svampar.   Inga underarter finns listade i Catalogue of Life.